# 浙江兴业银行南京分行大楼
浙江兴业银行南京分行大楼是浙江兴业银行在南京修建的分行大楼，位於今玄武区中山东路3号（新街口），建于1937年，采用钢筋混凝土结构和简洁大方的现代风格，现为中国银行金陵分行。浙江兴业银行于1931年8月在首都南京开设分行，先设于白下路升平桥，到1937年7月迁入新街口新建的四层大楼内，抗战时期一度迁往武汉、上海等地，1946年3月于原址复业。